# Dayton Literary Peace Prize

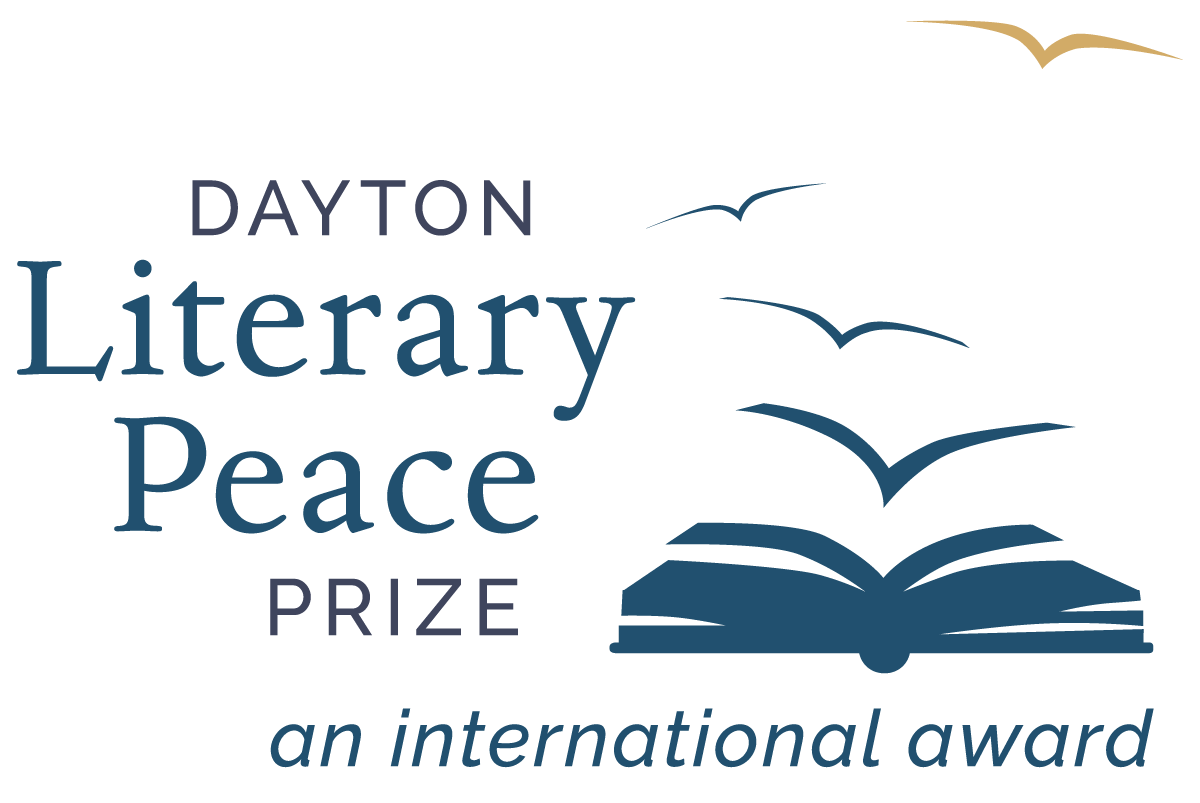
Logo del Dayton Literary Peace Prize

Il Dayton Literary Peace Prize (in italiano: Premio Dayton per la letteratura sulla pace) è un riconoscimento letterario statunitense che "premia la forza della parola scritta nel promuovere la pace", che fu concesso per la prima volta nel 2006. Vengono riconosciuti premi per libri per adulti di narrativa e diversi dalla narrativa pubblicati nell'anno precedente, che hanno condotto il lettore a una migliore comprensione di altri popoli, culture, religioni e visioni politiche; il vincitore di ciascuna categoria riceve un premio in contanti di $10,000. Il premio è una branca del Dayton Peace Prize, nato dagli accordi di pace di Dayton, che posero termine alla Guerra in Bosnia ed Erzegovina. Nel 2011, il primo Premio per i risultati di una vita fu rinominato Premio Richard C. Holbrooke, consistente in $10,000.
Nel 2008, il biografo di Martin Luther King, Taylor Branch, accolse Studs Terkel e Elie Wiesel come vincitori del Dayton Literary Peace Prize's Lifetime Achievement Award, che gli fu consegnato da un ospite speciale, Edwin C. Moses. La cerimonia del 2008 fu tenuta a Dayton, in Ohio, il 28 settembre. Nick Clooney, che ospitò la cerimonia nel 2007, funse ancora come ospite in quelle del 2008 e del 2009. Quest'ultima si tenne sempre a Dayton, l'8 novembre 2009, quando furono premiati i coniugi autori e giornalisti Nicholas Kristof e Sheryl WuDunn.

## Premiati
2024
- Vincitore per la narrativa: Paul Lynch, Il canto del profeta (Prophet Song)[9]
- Secondo classificato per la narrativa: Anne Berest, La cartolina (The Postcard)
- Vincitore per altro genere: Victor Luckerson, Built from the Fire: The Epic Story of Tulsa's Greenwood District, America's Black Wall Street
- Secondo classificato per altro genere: Tania Branigan, Red Memory: The Afterlives of China's Cultural Revolution
- Richard C. Holbrooke Distinguished Achievement Award: Jimmy Carter[10]

2023
- Vincitore per la narrativa: Geraldine Brooks, Come il vento (Horse)[11]
- Secondo classificato per la narrativa: Lily Brooks-Dalton, Figlia dell'uragano (The Light Pirate)
- Vincitore per altro genere: Robert Samuels e  Toluse Olorunnipa, His Name Is George Floyd: One Man’s Life and the Struggle for Racial Justice
- Secondo classificato per altro genere: Adam Hochschild, American Midnight: The Great War, a Violent Peace, and Democracy’s Forgotten Crisis
- Richard C. Holbrooke Distinguished Achievement Award: Sandra Cisneros[12]

2022
- Vincitore per la narrativa: Honorée Fanonne Jeffers, I canti d'amore di Wood Place (The Love Songs of W.E.B. Du Bois)[13]
- Secondo classificato per la narrativa: JoAnne Tompkins, What Comes After
- Vincitore per altro genere: Clint Smith, How the Word Is Passed
- Secondo classificato per altro genere: Andrea Elliott, Invisible Child
- Richard C. Holbrooke Distinguished Achievement Award: Wil Haygood[14]

2021
- Vincitore per la narrativa: Alexander Starritt, La ritirata (We Germans)
- Secondo classificato per la narrativa: Nguyễn Phan Quế Mai, Quando le montagne cantano (The Mountains Sing)[15]
- Vincitore per altro genere: Ariana Neumann, When Time Stopped: A Memoir of My Father's War and What Remains
- Secondo classificato per altro genere: Jordan Ritter Conn, The Road to Raqqa
- Richard C. Holbrooke Distinguished Achievement Award: Margaret Atwood

2020
- Vincitore per la narrativa: Alice Hoffman, The World That We Knew
- Secondo classificato per la narrativa: Christy Lefteri, L'apicultore di Aleppo
- Vincitore per altro genere: Chanel Miller, Io ho un nome
- Secondo classificato per altro genere: Jennifer Eberhardt, Biased: Uncovering the Hidden Prejudice That Shapes What We See, Think, and Do
- Richard C. Holbrooke Distinguished Achievement Award: Margaret Atwood[16]

2019
- Vincitore per la narrativa: Golnaz Hashemzadeh Bonde, What We Owe
- Secondo classificato per la narrativa: Richard Powers, Il sussurro del mondo
- Vincitore per altro genere: Eli Saslow, Rising Out of Hatred: The Awakening of a Former White Nationalist
- Secondo classificato per altro genere: Wil Haygood, Tigerland: 1968-1969: A City Divided, a Nation Torn Apart, and a Magical Season of Healing
- Richard C. Holbrooke Distinguished Achievement Award: N. Scott Momaday

2018
- Vincitore per la narrativa: Hala Alyan, Salt Houses
- Secondo classificato per la narrativa: Min Jin Lee, Pachinko
- Vincitore per altro genere: Ta-Nehisi Coates, We Were Eight Years in Power
- Secondo classificato per altro genere: Michelle Kuo, Reading with Patrick
- Richard C. Holbrooke Distinguished Achievement Award: John Irving

2017
- Vincitore per la narrativa: Patricia Engel, The Veins of the Ocean
- Secondo classificato per la narrativa: Yaa Gyasi, Homegoing
- Vincitore per altro genere: David Wood, What Have We Done: The Moral Injury of Our Longest Wars
- Secondo classificato per altro genere: Ben Rawlence, City of Thorns: Nine Lives in the World's Largest Refugee Camp
- Richard C. Holbrooke Distinguished Achievement Award: Colm Tóibín

2016 
- Vincitore per la narrativa: Viet Thanh Nguyen, Il simpatizzante (The Sympathizer)
- Secondo classificato per la narrativa: James Hannaham, Delicious Foods
- Vincitore per altro genere: Susan Southard, Nagasaki: Life After Nuclear War
- Secondo classificato per altro genere: Kennedy Odede e Jessica Posner, Find Me Unafraid: Love, Loss, and Hope in an African Slum
- Richard C. Holbrooke Distinguished Achievement Award: Marilynne Robinson[21]

2015 
- Vincitore per la narrativa: Josh Weil, The Great Glass Sea
- Secondo classificato per la narrativa: Anthony Doerr, All the Light We Cannot See
- Vincitore per altro genere: Bryan Stevenson,  Just Mercy: A Story of Justice and Redemption
- Secondo classificato per altro genere: Jeff Hobbs, The Short And Tragic Life of Robert Peace: A Brilliant Young Man Who Left Newark for the Ivy League
- Richard C. Holbrooke Distinguished Achievement Award: Gloria Steinem

2014 
- Vincitore per la narrativa: Bob Shacochis, The Woman Who Lost Her Soul
- Secondo classificato per la narrativa: Margaret Wrinkle, Wash
- Vincitore per altro genere: Karima Bennoune, Your Fatwa Does Not Apply Here: Untold Stories from the Fight Against Muslim Fundamentalism
- Secondo classificato per altro genere: Jo Roberts, Contested Land, Contested Memory: Israel’s Jews and Arabs and the Ghosts of Catastrophe
- Richard C. Holbrooke Distinguished Achievement Award: Louise Erdrich[24]

2013 
- Vincitore per la narrativa: Adam Johnson, Il signore degli orfani (The Orphan Master's Son)
- Secondo classificato per la narrativa: Ben Fountain, Billy Lynn's Long Halftime Walk
- Vincitore per altro genere: Andrew Solomon, Far from the Tree: Parents, Children, and the Search for Identity
- Secondo classificato per altro genere: Gilbert King, Devil in the Grove: Thurgood Marshall, the Groveland Boys, and the Dawn of a New America
- Richard C. Holbrooke Distinguished Achievement Award: Wendell Berry[26]

2012 
- Vincitore per la narrativa: Andrew Krivak, Il soggiorno (The Sojourn)
- Secondo classificato per la narrativa: Ha Jin, Nanjing Requiem
- Vincitore per altro genere: Adam Hochschild, To End All Wars: A Story of Loyalty and Rebellion, 1914–1918
- Secondo classificato per altro genere: Annia Ciezadlo, Day of Honey
- Richard C. Holbrooke Distinguished Achievement Award: Tim O'Brien[28]

2011
- Vincitore per la narrativa: Chang-Rae Lee, Gli arresi (The Surrendered)
- Secondo classificato per la narrativa: Maaza Mengiste, Beneath the Lion’s Gaze
- Vincitore per altro genere: Wilbert Rideau, In the Place of Justice
- Secondo classificato per altro genere: Isabel Wilkerson, The Warmth of Other Suns
- Richard C. Holbrooke Distinguished Achievement Award: Barbara Kingsolver
- Scholarship Award: Nigel Young, Ed. for The Oxford International Encyclopedia of Peace

2010
- Vincitore per la narrativa: Marlon James, Le donne della notte (The Book of Night Women)
- Secondo classificato per la narrativa: Chimamanda Ngozi Adichie, The Thing Around Your Neck
- Vincitore per altro genere:  Dave Eggers, Zeitoun
- Secondo classificato per altro genere: Justine Hardy, In the Valley of Mist
- Lifetime Achievement Award: Geraldine Brooks

2009
- Vincitore per la narrativa: Richard Bausch, La pace (Peace)
- Secondo classificato per la narrativa: Uwem Akpan, Say You're One of Them
- Vincitore per altro genere: Benjamin Skinner, A Crime So Monstrous: Face to Face with Modern Day Slavery
- Secondo classificato per altro genere: Thomas Friedman, Hot, Flat, and Crowded
- Lifetime Achievement Award: Nicholas Kristof e Sheryl WuDunn[8]

2008
- Vincitore per la narrativa: Junot Díaz, La breve favolosa vita di Oscar Wao (The Brief Wondrous Life of Oscar Wao)
- Secondo classificato per la narrativa: Daniel Alarcón, Lost City Radio
- Vincitore per altro genere: Edwidge Danticat, Brother, I'm Dying
- Secondo classificato per altro genere: Cullen Murphy, Are We Rome?
- Lifetime Achievement Award: Taylor Branch[33]

2007
- Vincitore per la narrativa: Brad Kessler, Birds in Fall[35]
- Secondo classificato per la narrativa: Lisa Fugard, Skinner's Drift[36]
- Vincitore per altro genere: Mark Kurlansky, Nonviolence: Twenty-five Lessons From the History of a Dangerous Idea[37]
- Secondo classificato per altro genere: Greg Mortenson e David Oliver Relin, Three Cups of Tea: One Man's Mission to Promote Peace … One School at a Time[38]
- Lifetime Achievement Award: Elie Wiesel[39]

2006
- Vincitore per la narrativa: Francine Prose, A Changed Man[41]
- Secondo classificato per la narrativa: Kevin Haworth, The Discontinuity of Small Things[42]
- Vincitore per altro genere: Stephen Walker, Shockwave: Countdown to Hiroshima[43]
- Secondo classificato per altro genere: Adam Hochschild, Bury the Chains: Prophets and Rebels in the Fight to Free an Empire's Slaves[44]
- Lifetime Achievement Award: Studs Terkel[45]